# Sillye Gábor
Hajdúhadházi Sillye Gábor (Hajdúböszörmény, 1817. március 21. – Hajdúböszörmény, 1894. január 17.) ügyvéd, országgyűlési képviselő, hajdúkerületi főkapitány.

## Életrajza
Sillye János és Kocsis Klára fiaként született. 1831-től Hajdúböszörményben tanult, majd 1833 őszétől négy éven át jogot hallgatott Debrecenben. Ezután Nagyváradra ment, ahol a központi szolgabíróságnál, majd a megyénél lett kiadó. 1843-ban Beöthy Ödön mellett országgyűlési írnok volt Pozsonyban. Az országgyűlés vége felé felesküdött a királyi táblához jegyzőnek és az ügyvédi vizsgát kitüntetéssel tette le Pozsonyban. Ügyvédként praktizált, de dolgozott az akkori pozsonyi Hírnök szerkesztőségében is.
1847-ben Hajdúböszörménybe költözött, ahol 1848 júniusában országgyűlési képviselőnek választották. Nem sokkal ezután a nemzeti kormány kormánybiztosnak nevezte ki a Hajdú-kerületbe katonaállítás végett. Ő szervezte meg az 52. és 53. Bocskai zászlóaljakat, és a 17. huszárezredet. 1849-ben a Hajdu-kerület főkapitányává és a nemzetőrség főparancsnokává neveztetett ki.
A világosi fegyverletétel után bujdosott az Érmellékén, míg végre Kólyon 1850. március 24. Gönczy Pál vendégszerető házánál letartóztatták. Onnét Debrecenbe, Nagyváradra, majd Pestre az Újépületbe szállították. Júniusban kötél általi halálra ítéltetett, melyet tízévi várfogságra változtattak. Ebből hét évet Olmützben és Josephstadtban töltött ki. A fogságában megtanult angolul, franciául, olaszul és németül.
Fogságából 1856. december 8-án kiszabadulva, az Országos Gazdasági Egyesületnél mint a Gazdasági Lapok segédszerkesztője működött. 1857-ben, a gazdasági egylet újraszervezésekor másodtitkárrá választatott meg. Tevékenyen részt vett a mezei gazdasági könyvek, különösen az angol haszonbérletről írt munka szerkesztésében.
1861-ben a hat hajdú városban hajdúkerületi főkapitánynak választották. Ezen tisztséget 1875-ig viselte, midőn a Hajdu-kerület Hajdu-megyébe olvasztatott be. Az 1867-es koronázás alkalmával ő vezette Budára a hajdukerületi küldöttséget. 1875-ben Debrecen város főispánjává neveztetett ki, a hol csak 1876. augusztusig maradt. Ezután még egyszer fellépett mint Mérsékelt Párti képviselő, de megbukott. Ennek hatására teljesen visszavonult a magánéletbe.
Mint főkapitány sok jóindulattal viseltetett szülővárosa, Hajdúböszörmény iránt. Birtokossági takarékpénztárt létesített, iskolát építtetett, és megkezdte a tagosítást. A helybeli református egyház gondnoka és az Alsó-Szabolcs hajduvidéki református egyházmegye segédgondnoka volt.

## Ars poeticája
"Miután meg vagyunk győződve, hogy elvész a nép, mely tudomány nélkül való, s azért nekünk oda kell törekednünk, hogy a hajdú nép gyermekei egy jól rendezett iskolában jó hazafiakká s hasznos, értelmes polgárokká neveltessenek."

## Írásai
- A pozsonyi árvíz 1747-ben, Életképek, 1847. VII.
- Szózat a Hajdukerület ügyében. Pozsony, 1847.
- A pozsonyi II. számú nemzetőrség szabályai, a tisztikar névsorával és hadgyakorlati parancsszavakkal, Pozsony, 1848.
- Városi titoknok, vagyis törvénykezési kézikönyv. Királyi és más városokbeli hivatalnokok és ügyvédek, mint szinte magánosok használatára, Pozsony, 1848.
- Esküdtszéki eljárás és sajtóügyi utasítás a törvényhatósági elnökök számára. Az igazság- és belügyi miniszterek által kiadott rendeletek után kiadta, Pozsony, 1848.
- Jegyzéke a magyar gazdasági egyesület 1859. jún. 5–8. napjain a régi füvészkertben rendezett gazdasági eszköz- és gépkiállítása tárgyainak. A beérkezett nyilatkozatok nyomán összeállította, Pest, 1859.
- Jegyzéke a magyar gazdasági egyesület köztelkén 1860. jún. 8–6. napjain rendezett juhkiállítás és 1860. jún. 2-ára Tótmegyerre kitűzött eke-verseny tárgyainak. A beérkezett nyilatkozatok nyomán összeállította, Pest, 1860.
- Szabályrendelet a Hajduvárosok mint helyhatóságok részére közigazgatási és törvénykezési tekintetben. Összeállítva a törvények, törvényes gyakorlat és felsőbb rendeletek alapján, Debrecen, 1863.
- A nagym. m. kir. helytartótanácshoz hivatali alázatos jelentése a Hajdukerület főkapitányának, Debrecen, 1864.
- Előterjesztés és vélemény a böszörményi Hajdu-birtokosok sérelmei orvoslása tárgyában, Debrecen, 1864.